# Muzică disco

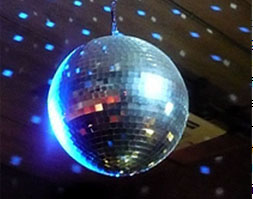
Disco ball

Muzica disco (de la discothèque, en./fr. „discotecă”) este un gen muzical de divertisment apărut în anii 1970 în Europa și America de Nord. El provine din genul funk și cuprinde un repertoriu exclusiv destinat dansului.

## Caracterizare
Piesele disco sunt de regulă scrise în măsura de patru pătrimi, în interiorul căreia toți timpii sunt accentuați puternic. În vreme ce evoluția instrumentală este spectaculoasă și adeseori de virtuozitate (de altfel, există numeroase piese disco instrumentale), rolul vocii este unul secund, discursiv sau doar ritmic. Este frecvent întâlnită practica de a prelua piese din orice alt gen (sau chiar din repertoriul cult) și a le orchestra în stil disco.

## Istoric
La finalul anilor șaptezeci, voga disco a dat naștere unui subgen muzical – filmul disco, ale cărui scenarii sunt pretexte pentru a prezenta imaginarul discotecii (jocuri de lumini multicolore, coregrafii impresionante) și muzica ei. Cea mai reprezentativă peliculă disco a fost Febra de sâmbătă seara (en. „Saturday Night Fever”, 1977), în regia lui John Badham.
Original disco a inceput ca fiind diferite parti din cantece R&B (Rhythm&Blues)
redate.
Printre cei mai cunoscuți artiști de muzică disco de numără Donna Summer, Grace Jones, Gloria Gaynor, Giorgio Moroder, Boney M., Earth, Wind & Fire, Bee Gees, Chaka Khan, Chic, KC and the Sunshine Band, Thelma Houston, Sister Sledge, The Trammps, Village People, și Michael Jackson.

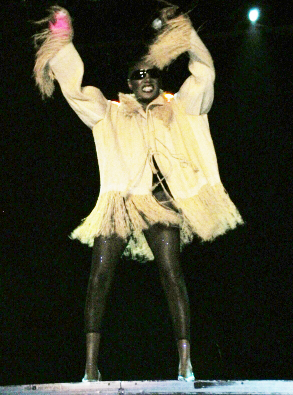
Grace Jones în 2007

## Vedeți și
- Listă de stiluri de dans